# Jordan Allen
Jordan Allen, né le 25 avril 1995 à Rochester aux États-Unis, est un footballeur américain. Il joue au poste d'ailier droit au Real Salt Lake pendant toute sa carrière.

## Biographie
Avec l'équipe des États-Unis des moins de 20 ans, il participe à la Coupe du monde des moins de 20 ans en 2015. Lors du mondial junior organisé en Nouvelle-Zélande, il joue trois matchs. Les États-Unis s'inclinent en quarts de finale face à la Serbie.
Avec le club du Real Salt Lake, Allen inscrit un but lors de la Major League Soccer 2015, puis trois buts lors de la saison 2016. Il participe également à la Ligue des champions de la CONCACAF.
À l'issue de la saison 2019 et après deux saisons marquées par les blessures, il met un terme à sa carrière de joueur professionnel.